# موبی‌گیمز
موبی‌گیمز (به انگلیسی: MobyGames) وب‌گاهیست که داده‌های مربوط به بازی‌های ویدئویی قدیم و جدید را نگه‌داری می‌کند.